# Championnat nord-européen des clubs féminin de volley-ball
Le Championnat nord-européen des clubs (ang. Nordic Club Championships, szw. Nordiska klubbmästerskapen) est un championnat de volley-ball regroupant les clubs des pays nordiques créé en 2007, il est organisé par la North European Volleyball Zonal Association (NEVZA). En plus des pays nordiques (Norvège, Suède, Finlande, Danemark, Islande, Îles Féroé et Groenland) d'autres pays limitrophes peuvent être invités comme l'Estonie, la Lituanie, la Lettonie et le Royaume-Uni, lors de l'édition 2011-2012.

## Palmarès
| Année | Champion       | Finaliste              | Troisième        | Quatrième            |
| ----- | -------------- | ---------------------- | ---------------- | -------------------- |
| 2008  | Raision Loimu  |                        |                  |                      |
| 2009  | LP Viesti Salo | GMP Tallinn            | Engelholms VS    |                      |
| 2010  | Engelholms VS  | GMP Tallinn            | Someron Pallo    |                      |
| 2011  | Engelholms VS  | Lindesberg VBK         | Katrineholms VK  |                      |
| 2012  | Oslo Volley    | Stod Volley            | Holte IF         |                      |
| 2013  | Stod Volley    | Holte IF               | Oslo Volley      |                      |
| 2014  | Stod Volley    | Gislaveds VBK          | Oslo Volley      |                      |
| 2015  | Stod Volley    | Engelholms VS          | Oslo Volley      | Holte IF             |
| 2016  | Brøndby VK     | Engelholms VS          | Oslo Volley      | Randaberg Volleyball |
| 2017  | Holte IF       | Brøndby VK             | Amager VK        | HK Kópavogur         |
| 2018  | Brøndby VK     | Førde VBK              | Oslo Volley      | Holte IF             |
| 2019  | Engelholms VS  | ToppVolley Norge       | Brøndby VK       | Oslo Volley          |
| 2020  | Brøndby VK     | Polonia SideOut London | ToppVolley Norge | Team Køge Volley     |

## Bilan par clubs
| # | Clubs          | Victoires | Années           |
| - | -------------- | --------- | ---------------- |
| 1 | Engelholms VS  | 3         | 2010, 2011, 2019 |
| 1 | Stod Volley    | 3         | 2013, 2014, 2015 |
| 1 | Brøndby VK     | 3         | 2016, 2018, 2020 |
| 4 | Raision Loimu  | 1         | 2008             |
| 4 | LP Viesti Salo | 1         | 2009             |
| 4 | Oslo Volley    | 1         | 2012             |
| 4 | Holte IF       | 1         | 2017             |

## Bilan par nations
| # | Pays       | Médaille d'or | Médaille d'argent | Médaille de bronze | Total |
| 1 | Norvège    | 4             | 3                 | 6                  | 13    |
| 2 | Danemark   | 4             | 2                 | 3                  | 9     |
| 3 | Suède      | 3             | 4                 | 2                  | 9     |
| 4 | Finlande   | 2             | -                 | 1                  | 3     |
| 5 | Estonie    | -             | 2                 | -                  | 2     |
| 6 | Angleterre | -             | 1                 | -                  | 1     |